# (2391) Tomita
(2391) Tomita ist ein Asteroid des Hauptgürtels, der am 9. Januar 1957 vom deutschen Astronomen Karl Wilhelm Reinmuth an der Landessternwarte Heidelberg-Königstuhl (IAU-Code 024) bei Heidelberg entdeckt wurde.
Der Asteroid wurde nach dem japanischen Astronomen Kōichirō Tomita (1925–2006) benannt, der seinen Beobachtungsschwerpunkt bei der Erforschung von Kometen setzte und mehrere Asteroiden entdeckte.